# Valgejärv
Valgejärv (est. Valgejärv (Kurtna Valgejärv)) – jezioro w gminie Illuka, w prowincji Virumaa Wschodnia, w Estonii. Położone jest na terenie obszaru chronionego krajobrazu Kurtna (est. Kurtna maastikukaitseala). Ma powierzchnię 8,5 hektara, linię brzegową o długości 1154 m, długość 410 m i szerokość 280 m. Jest jednym z 42 jezior wchodzących w skład pojezierza Kurtna (est. Kurtna järvestik). Sąsiaduje z jeziorami Aknajärv, Jaala järv, Must-Jaala, Kirjakjärv.